# 北達德利 (英國國會選區)
北達德利（英語：Dudley North），英國國會一自治市選區，位於英格蘭西米德蘭茲郡，包括達德利北部六個地方選區。
本區創設於1997年。2010年大選當區議員、工黨的伊恩·奧斯丁以38.7%選票、649之差成功連任。